# Emilie Haavi
Emilie Bosshard Haavi (Bærum, 1992. június 16. –) norvég női válogatott labdarúgó. A norvég első osztályú Lillestrøm SK középpályása.

## Pályafutása

### Klubcsapatokban
Szülővárosában a  Stabæk csapatánál kezdte pályafutását. A norvég bajnokságban a Røa színeiben mutatkozhatott be első alkalommal, első találatát pedig 2009. május 5-én a Sandviken ellen jegyezhette fel. 74 meccsen 40-szer zörgette meg ellenfelei hálóját a fővárosi "Dinamitoknál".
2013-ban góllal debütált az LSK-nál és 2017-ig 50 találatig jutott 84 meccsen, amikor a Boston Breakers ajánlatát elfogadva az NWSL-be szerződött. Amerikai karrierje csupán 7 mérkőzésig tartott, mert nem tudott alkalmazkodni az új kihíváshoz és az amerikai életvitelhez, ezért visszatért hazájába.

### A válogatottban
A nemzeti tizeneggyel részt vett a 2013-as és a 2017-es Európa-bajnokságon, valamint három világbajnokságon, 2011-ben, 2015-ben és 2019-ben állt Norvégia rendelkezésére.

## Sikerei

### Klubcsapatokban
Norvég bajnok (9):
- Røa (3): 2008, 2009, 2011
- Lillestrøm SK (6): 2014, 2015, 2016, 2017, 2018, 2019

 Norvég kupagyőztes (8):
- Røa (3): 2008, 2009, 2010
- Lillestrøm SK (5): 2014, 2015, 2016, 2018, 2019

### A válogatottban
Norvégia
- Európa-bajnoki ezüstérmes (1): 2013
- Algarve-kupa győztes: 2019